# 토미 도프먼
토미 도프먼(영어: Tommy Dorfman, 1992년 5월 13일 ~ )은 미국의 배우이며, 트랜스여성이다. 2017년 드라마 《루머의 루머의 루머》의 라이언 셰이버 역으로 잘 알려져 있다.